# 絨毛海花介
絨毛海花介（学名：Pontocythere carpeta）为荊花介科海花介屬下的一个种。